# Chaunoproctus minor
Chaunoproctus minor är en kvalsterart som först beskrevs av Balogh 1958.  Chaunoproctus minor ingår i släktet Chaunoproctus och familjen Caloppiidae. Inga underarter finns listade i Catalogue of Life.